# Cantó de Niça-11
El cantó de Niça-11 és un cantó francès del departament dels Alps Marítims, situat al districte de Niça. Compta amb part del municipi de Niça.

## Municipis
- Niça (barris de Lo Piòl, Pessicart, Sant Pancraci, Valon dei Flors, Li Planas, Cessòla, Comte de Falicon).

## Història
| Data d'elecció                           | Identitat            | Partit | Qualitat |
| ---------------------------------------- | -------------------- | ------ | -------- |
| 1973-1998                                | Jean Guillaud        | UDF    |          |
| 1998-2007                                | Jean-François Knecht | PS     |          |
| 2007-                                    | Daniel Benchimol     | UMP    |          |
| les dades anteriors no són pas conegudes |                      |        |          |
|                                          |                      |        |          |

| 1962 | 1968 | 1975 | 1982 | 1990 | 1999   | 2007   |
| ---- | ---- | ---- | ---- | ---- | ------ | ------ |
| -    | -    | -    | -    | -    | 29.060 | 28.328 |